# Vitry-en-Perthois
Vitry-en-Perthois é uma comuna francesa na região administrativa de Grande Leste, no departamento de Marne. Estende-se por uma área de 17,49 km². Em 2010 a comuna tinha 852 habitantes (densidade: 48,7 hab./km²).